# タイタス・クロウの帰還
『タイタス・クロウの帰還』（タイタス・クロウのきかん、原題：英: The Transition of Titus Crow）は、イギリスのホラー小説家ブライアン・ラムレイによるホラー小説。クトゥルフ神話の1つ。長編シリーズ『タイタス・クロウ・サーガ』6部作の第2作。1975年にDAW Booksから発表され、2008年に邦訳刊行された。
カバーイラストは山田由海。タイトルの「Transition」は「変容」を意味する。邪神クティーラと旧神クタニドの初出作品である。
解説は森瀬繚。かなり欠点の多い作品であるが、素材は魅力的で、職業小説家ラムレイの評価は後年の『ネクロスコープ』を待たねばならないと述べている。また第二世代作家であるラムジー・キャンベル、リン・カーター、リチャード・L・ティアニーなどの設定を積極的に取り入れている点について着眼している。
東雅夫は本シリーズについて解説している（地を穿つ魔）。

## 構成・あらすじ
全6部で構成され、部は章分けされる。
翻訳のための原本は1997年本。初出は1973年から74年にかけて書かれたDAW Books版だが、この初版は、編集者の方針を受けてかなり大胆にカットが行われ、その箇所は逸失したため現存しない。1986年のGrafton Books版の際に、多少変更が行われた。
『地を穿つ魔』と同じく、編集者はドナルド・A・ウォルハイムである。ウォルハイムは、ラムレイがラヴクラフトの他界9ヶ月後に生まれたと聞き、本作の裏表紙の惹句に<ラヴクラフトの再来>（生まれ変わり）と書いて売り出した。
ラムレイがカットした部分というのが、作中で録音テープの損なわれた箇所とされている部分である。

### 部構成
- 序：3章・ラムレイによる注記 / 新聞記 / メイヤーの記録
- 第一部：5章・アンリの記録
- 第二部：4章・アンリの記録
- 第三部：4章・タイタスの口述の録音
- 第四部：11章・タイタスの口述の録音
- 第五部：4章・タイタスの口述の録音
- 第六部「ド・マリニーの選択」：アンリの記録
- 編集後記：メイヤーの記録

### 章構成
- 序1：作者による注記 / 序2：新聞記事 / 序3：編者序文
- 1-1：されどタイタス・クロウはどこに？ / 1-2：夢のこと、あるいは十年の失われた歳月のこと / 1-3：ピースリーのこと、ウィルマース財団のこと / 1-4：イングランドにおけるCCDのこと / 1-5：クトゥルーの宇宙的交配
- 2-1：帰宅について、幻覚を視たことについて / 2-2：教母クォリーのこと / 2-3：タイタス・クロウの帰還のこと / 2-4：宇宙をわがものに！
- 3-1：時の弥果にて / 3-2：生存せる種族 / 3-3：白亜紀 / 3-4：先史時代を彷徨して
- 編者付記 / 断片集4-1：水槽に沈むわが身 / 4-2：ロボットの星 / 4-3：タイタス・クロウの変容 / 4-4：古代のイギリス / 4-5：大いなる種族 / 4-6：往還機へ戻る / 4-7：ブラック・ホール / 4-8：異質なる生命形態たち / 4-9：呪われしものらの湖 / 4-10：アトランティス / 4-11：世界の外へ！
- 5-1：エリシア / 5-2：ティアニア / 5-3：驚異の世界 / 5-4：クタニド
- 6：ド・マリニーの選択
- 編集後記

## 序
アンリ‐ローラン・ド・マリニー氏は、1969年10月4日に滞在中の屋敷が暴風雨で崩壊に遭い、瓦礫からは遺体が見つからず、行方不明となっている人物である。その彼が、1979年9月4日にテムズ川で発見された。意識不明のまま病院へと搬送され、所持品から身元が判明した。（序2）
1980年3月20日、米国のピースリー宛に英国のアンリから書類と録音テープが郵送されて来る。教母クォリーからも短信が届き「タイタスが帰って来たがもういない。アンリも後を追った。今わたしたちは大変な状況に直面している」と記されていた。ピースリーには時間がなかったので、メイヤーに託される。メイヤーが書類を読み終えたのが3月24日である。25日深夜にテープを聞き始めとき、最初の地震が起こったため、メイヤーは再生を止め、書類とテープを保管庫に収める。
4日後、メイヤーは廃墟と化した大学の跡地からそれらを回収する。書類は完全に保管されていたが、テープは一部が破損していた。（序3）

## 第一部
1969年10月4日、風の精イタカの暴風がブロウン館に襲い掛かる。アンリはタイタスに導かれ、時計＝時空往還機に乗り込んだが、意識を失い、気づいたら病院で目覚めていた。タイタスの姿はない。（1-1）
アンリの前に、年老いたピースリー教授が姿を見せ、10年の歳月が経過していると告げる。アンリは入院しつつ、新聞や書籍から現代の情報を得る。（1-2）
ピースリー教授はアンリに、財団の現状を説明する。最近、ムナールにてクトーニアンを1体駆除した。ルルイエは見つかってない。海底探査は、海棲ショゴスの妨害に遭い失敗が続いていた。防御力を上げて、ピースリー教授自身が潜ったところ、海底都市を発見したが、護衛テレパスのメンタルがやられかけたため、撤退となる。財団の予測したところ、海底大陸は推定50万平方マイル（英国本土の5倍）、クトゥリーの総数は500体。今となっては、1925年にヨハンセンが見た怪物が、クトゥルーどころか眷属の1匹にすぎない可能性が浮上する。（1-3）
さてアンリの方はというと、10年間の記憶が全くなく、年をとってもいないのである。時空往還機に乗ってすぐ落ちたのだろうか。（1-4）
ここに至り、旧支配者シュブ‐ニグラスについての新説が提唱される。シュブ‐ニグラスとは、固有の邪神の名前ではなく、両性の交配の力そのものの謂、旧支配者たちの生殖能力のたとえであるという。つまりCCDのやつらは、異種（人類とさえ！）交配できるのである。そして邪神の王クトゥルーには、未知の「娘」がいることが判明する。クトゥルーは、たとえ肉体が滅びたとしても、クティーラの子宮に宿って蘇るという。（1-5）

## 第二部
アンリは数ヶ月入院した後、10年ぶりに帰宅する。ブロウン館の跡地へ行ったところ、タイタスがアンリを呼ぶ声を幻聴し、さらにクトゥルーの触手がタイタスの乗る時計を追跡する幻覚を視る。（2-1）
12月半ば、小柄な老婦人が来訪してくる。クォリー教母は、クロウ大師は生きていると言う。タイタスは教母に思念を送り、帰還のためにアンリの助力が必要と説明していた。タイタスとアンリの2人は、なにか霊的な結びつきがあるようだ。またCCDはタイタスの帰還を邪魔しようとしているらしい。（2-2）
アンリはタイタスと霊的コンタクトを試みる。アンリが思念を飛ばした先には、大時計とタイタスがいた。そこにイタカの幻像が現れ、タイタスの帰還を妨害しようとする。また女性（ティアニア）の声がタイタスに助言する。時計はビームでイタカに攻撃を加える。アンリの意識が肉体に戻ったとき、同時に雷鳴が起こり、家の中に何かが現れる。それは傷だらけの大時計であり、隣にはタイタスが倒れている。なぜか若返ってるようだが、タイタスに間違いない。（2-3）
タイタスは激しい疲労で眠り続ける。アンリは旧知の医師ハリーを呼ぶが、医師はアンリとタイタスが生きていたことが信じられない。現れた男はタイタスに間違いない。だが、身体にあるべき古傷がまるでなく、何より若返っている。また心臓の鼓動がほとんどなく、機械のように静かだった。やがて目覚めたタイタスは、あらゆる時空を旅してきたと言い、アンリを同行者にして再び出かけたいと述べる。（2-4）

## 第三部
タイタスが大時計を操縦しようと悪戦苦闘しているうちに、アンリが落下して姿を消していた。どこからか、タイタスを呼び助言を与える女性の声が聞こえてくる。そして時計は、遠い未来の荒野と化した地球に着陸する。人類は既に滅んでしまったようだ。（3-1）
大時計に時間移動機能があることはわかったので、続いて空間移動機能を確かめる。操縦テストの結果、この大時計を使えばどんなに遠くの天体にでも行けるだろう見通しがつく。狭苦しい外見の時計の中には、余裕ある空間が広がっている。タイタスは大時計のからくりを自分なりに理解する。未来の荒野で、タイタスは人工の建造物を見つけたが、それを作った者たちは「知性を持つ甲虫」であった。改めて人類がいないことを理解したタイタスは、この時代を去ることを決める。（3-2）
タイタスは元の時代のイギリスに戻りたいと考えていたが、今度は1億年前の白亜紀、恐竜時代に到達する。海岸に降り立ち、海産物と植物を採取して食事をとっていたところ、ティラノサウルスの足跡をみつけ、警戒する。タイタスが仮眠をとっていると、夢か、それとも幻視か、宮殿と「緑色の髪の娘」が見えてくる。女神のような彼女は「クタニドさま。わが父神さま。わたしは彼を助けるために行かねばなりません」と言い、「神格」の声が「わがむすめティアニア」に許可を出す。（3-3）
火山活動で地震が起こり、津波がやって来る、タイタスは避難するが、大時計は潮に呑まれてしまい、水底に見失う。タイタスは潮が引くのを待つが、翼竜プテラノドンや海竜ティロサウルスに食べられそうになる。再び大時計の中に入り、白亜紀を離れて未来を目指す。（3-4）

## 第四部
録音テープを保管していた大学の保管庫が、豪雨で被害を受け、長大なテープの大部分が損なわれている。
大時計での時間移動の最中、ティンダロスの猟犬たちに遭遇する。時計には「角度」があり、猟犬たちは追跡してくる。タイタスは逃げながら、時間界のあちこちを彷徨う。大時計はとある惑星に墜落し、タイタスの肉体はバラバラになる。（4-1）
ロボット科学者T3REが、タイタスの肉体を拾い集め、再生工事を始める。T3REは、機械同士、大時計と会話することで、大時計とタイタスの事情を理解した。摘出され水槽に収められたタイタスの脳は、幸運に感謝する。大時計の記録装置には、タイタスの生体情報が全て記録されており、そこからT3REはタイタスの生体組織を復元した。タイタスの修理には47年の時間がかかったが、そのうちタイタスが目覚めていたのは1時間、T3REと会話したのは15分ほどであった。そこから23年かけて完全体への復元工程が行われ、タイタスは3時間ほど目覚めていた。（4-2）
復元は完了し、タイタスは新たなボディを得る。若返り、さらに酸素呼吸を必要としない体となる。タイタスはT3RE博士と別れて、地球に帰還するための旅を始める。（4-3）
タイタスはエリシアに到達した。

## 第五部
タイタスはエリシアの地で、鳥人エシュや、喋るドラゴンオス‐ネスに出会う。ドラゴンの池で水浴びをした後、オス‐ネスに騎竜してティアニアのもとに向かう。（5-1）
タイタスはティアニアと出会い、2人は寝所を共にする。ティアニアは、少女時代からずっと、クタニド帝からタイタスが来ると予言を告げられており、彼が来る日を待っていた。（5-2）
タイタスはティアニアの案内のもとに、エリシアの各地を巡り、最後に氷河にある水晶と真珠の宮殿に赴く。彼女は「クタニドさま」の住居と説明するが、「蛞蝓が這ったような跡」を見たタイタスは不安に駆られる。（5-3）
クタニド帝はティアニアに、タイタスはエリシアを去らねばならない定めであると説く。クタニドはタイタスに、旧神と旧支配者の真実を語る。曰く、すべての旧支配者は、かつては旧神であった。力に溺れて堕落した者たちが現れたことで、旧神は同胞を幽閉した。だが幽閉された彼らは、封印を解こうと試みるようになる。そこで旧神は、異種混交能力を用いて、宇宙の各地に、自分たちの遺伝子を受け継いだ新生命を産み出した。タイタスも、旧神と地球人の女性の、遠い子孫である。ティアニアは、父が地球のムーの科学者、母がクタニド王の血を継ぐ女であり、地球で生まれ、宇宙船でエリシアに来て育った。
旧神の王クタニドの姿は、邪神の王クトゥルーに瓜二つであった。クタニド帝は、旧神は同胞を処刑できず幽閉にとどめたと言い、旧神自身が監視者になってはならず、人間がやるのだと強調する。タイタスは、死んだと思っていた友アンリが生きていることを知り、ティアニアに帰還を約束して、大時計に乗り込み地球に向かう。（5-4）

## 第六部
2月18日、タイタスはアンリに大時計の操縦法を教える。3月7日、タイタスは大時計を残してエリシアに戻る。3月11日、アンリはピースリー教授宛に短信を書き、大時計で異世界へと旅立つ。

## 編集後記
1980年3月25日深夜、クティーラへの核攻撃が実行されたが、失敗に終わり、逆にクトゥルーの苛烈な報復を招く。大地震と大嵐は歴史的な大災害となり、アーカムとミスカトニック大学は壊滅する。また邪悪な精神波の影響で、世界中の精神診療施設で収容者たちが狂気にかられて暴動を起こす。資料もほぼすべてが失われ、ピースリー教授も命を落とす。メイヤーが生き残ったのは運が良かったからにすぎない。
生き残った財団メンバーの中に、タイタスとアンリを裏切り者と糾弾する者が現れる。彼らはタイタスを、いれば対抗できたのに逃げ出した臆病者と辛辣に批難する。メイヤーは2人をかばう。
志半ばで斃れたピースリーに代わり、財団副総統メイヤーが、ヴァーモント州ラットランドの新ミスカトニック大学で記録をまとめ上げ、締めくくる。

## 主な登場人物
タイタス・クロウ
ウィルマース財団に所属する邪神狩人。10年前の失踪当時51歳。死んだと思われていたが、変容・帰還を果たす。変容後の容姿は推定38歳ほど。
大時計（時空往還機）で緊急避難するも、アンリとはぐれ、さまざまな時空をさまよう。T3RE博士の改造を施され、超人となる。アンリの助力を得て、ロンドンに帰還する。
アンリ‐ローラン・ド・マリニー
もと骨董商。財団員であり、『地を穿つ魔』を著した。10年前の失踪当時46歳。
タイタスとはぐれ、10年後に飛ぶ。行方不明のまま一定期間が経過したことで、法律上は死亡者とされていた。タイタスの帰還に助力し、彼の冒険譚をテープに録音する。
「時空往還機」
「ド・マリニーの掛け時計」と呼ばれる装置。かつてエティエンヌ‐ローラン・ド・マリニー（アンリの父）が所持し、ランドルフ・カーターにまつわる逸話があった（銀の鍵の門を越えて）。その後、紆余曲折を経てタイタス・クロウの所有物となっていた。本作にて、旧神の創ったタイムマシンであることが判明する。

### アンリPart
- ウィンゲート・ピースリー教授 - ウィルマース財団の統轄。79歳。最終的に死亡。
- アーサー・D・メイヤー - 財団の副統轄。生存。
- エリナ・クォリー教母 - 霊媒師。財団員。受信テレパスの能力者。
- アダムズ夫人 - アンリ宅の家政婦。
- ハリー・タウンリー - ブロウン館の隣人。牧師であり医師。1969年にブロウン館が倒壊する光景を目撃しており、2人が死んだと信じていた。

### タイタスPart
- T3RE - ロボットの科学者。大時計と会話することで事情を理解し、タイタスをサイボーグに改造する。
- プテラノドン - 白亜紀の翼竜。
- フェリキウス・テトリクス - ブリタニアに隠棲したローマ帝国元老。現れたタイタス・クロウを、亡き息子タイタス・テトリクスの再来と信じ込む。ウルビクスを嫌っている。
- ロリウス・ウルビクス - ブリタニアのローマ人哲学者。名著「国境の要塞」を著す[注 2]。
- 大いなる種族 - 時空を超え他生物と精神交換を行う種族。かつてナサニエル・ピースリーが体験した事件に関わる[注 3]。

### CCD
クトゥルー眷属邪神群。
- クトゥルー - ルルイエの王。最も大いなる邪神。3体の息子がいると知られる。
- クティーラ - 「クトゥルーの秘められし胤」。
- クトゥリー - クトゥルーの同一種。財団による名称。海底大陸に推定500体が眠る。月面でも発見されている。
- ティンダロスの猟犬 - 「時間界の吸血鬼」と称される。有翼の怪物で、他者の生命力を吸収する。
- ハスター - ハリ湖の邪神。クトゥルーの半兄弟にして好敵手。
- ヨグ‐ソトース - 世界の外側に幽閉されている邪神。「戸口にひそむもの」。
- シュブ‐ニグラス - 邪神の名前と思われていたが、新説では邪神たちの生殖能力の比喩とされた。

### 旧神郷エリシア
旧神たちと、彼らに選ばれた生命体や異星人たちが暮らす。
- クタニド - エリシアの王。「旧神のなかでも並ぶものなき、なにものも逆らえない存在」と称される。
- ティアニア - 緑髪の美女。クタニドの血筋。タイタスのもとに声を送り導く。
- エシュ - 鳥人ディチチ族の言語学者。
- オス‐ネス - ドラゴン。滅びたサクル‐ヨンの世界からエリシアに移住してきたリサード族で唯一英語を話せる。
- 神樹<ザ・ツリー> - <ナイマーラの苑>の神樹。ティアニアの友人。

## 収録
- 創元推理文庫『タイタス・クロウ・サーガ タイタス・クロウの帰還』ブライアン・ラムレイ、夏来健次訳